# 三國無雙
《三國無雙》是光荣（现光榮特庫摩）於1997年2月28日在PlayStation平台發行的3D格鬥遊戲，以小說《三國演義》的人物為背景設定。2000年自本作繼承部分人物與招式設定，但遊戲系統已大幅翻新的一對多砍殺遊戲《真·三國無雙》在PlayStation 2平台推出，以全新的遊戲類型为方向發展出真·三國無雙系列。

## 登場角色
| 勢力 | 武將    | 武器                        |
| ---- | ------- | --------------------------- |
| 魏   | 夏侯惇  | 朴刀「麒麟牙」              |
| 魏   | 典韋    | 戰斧「牛頭」 護腕甲「馬頭」 |
| 魏   | 許褚    | 碎棒「蚩尤碎」              |
| 魏   | 曹操*   | 長將劍「倚天劍」            |
| 蜀   | 趙雲    | 直槍「龍膽」                |
| 蜀   | 關羽    | 偃月刀「青龍偃月刀」        |
| 蜀   | 張飛    | 蛇矛「丈八蛇矛」            |
| 蜀   | 諸葛亮* | 白羽扇                      |

| 勢力 | 武將      | 武器或備注                           |
| ---- | --------- | ------------------------------------ |
| 吳   | 周瑜      | 鐵劍「古錠刀」                       |
| 吳   | 陸遜      | 雙劍「飛燕」                         |
| 吳   | 太史慈    | 雙鞭「虎撲、毆狼」                   |
| 吳   | 孫尚香*   | 鐵劍                                 |
| 其他 | 貂蟬      | 雙錘「麗玉錘」                       |
| 其他 | 呂布*     | 長戟「方天畫戟」                     |
| 其他 | 織田信長* | 信長之野望客串、長槍（呂布模組）     |
| 其他 | 豐臣秀吉* | 太閣立志傳II客串、日本刀（曹操模組） |

粗體字為遊戲中的主要角色
有*號者為完成特定條件才能使用的武將

## 外部連結
- 三國無雙（页面存档备份，存于）